# LU-P-4709
La carretera LU-P-4709 es una carretera de la red secundaria de Galicia que pertenece a la Diputación de Lugo. Une Puebla del Brollón con Castroncelos, en la provincia de Lugo, y tiene una longitud de 2,4 km.

## Trazado
La carretera parte de la carretera LU-653 en Puebla del Brollón y se dirige hacia el este. Cruza los lugares de Piñeiros, Vilarmao y Castroncelos. Finaliza en la carretera LU-P-4710, que une Estación con Salcedo.